# Keltenquelle
Koordinaten: 49° 26′ 35,1″ N, 8° 8′ 37,7″ O
Die Keltenquelle ist eine gefasste Quelle in der mittleren Haardt als Mittelgebirgszug am Ostrand des Pfälzerwalds. Sie liegt in der Gemarkung der Kleinstadt Wachenheim an der Weinstraße im rheinland-pfälzischen Landkreis Bad Dürkheim.

## Lage
Die Quelle liegt etwa zwei Kilometer westlich von der Ortsbebauungsgrenze von Wachenheim im Poppental. Durch das Tal fließt der Schwabenbach an der Quelle vorbei, in den sie sich entwässert. Im Süden befindet sich der Rindskehler Kopf (462,5 m), im Norden der Ebersberg (342,1 m) und der Bad Dürkheimer Stadtteil Seebach.

## Geschichte
Die Quelle diente ursprünglich als Viehtränke und für die Bewässerung nahegelegener Waldaufforstungen. Mit der Trockenlegung des Talweges im Jahr 1957 wurde die Quelle durch den Pfälzerwald-Verein  gefasst und ein Rastplatz angelegt. Die Anlage wurde im Jahr 2000 saniert.

## Zugang und Wandern
Durch das Poppental und an der Quelle vorbei führt ein markierter Wanderweg  des Pfälzerwald-Vereins. Ausgangspunkt kann der Wanderparkplatz An den drei Eichen sein. Ausgehend von Wachenheim verlaufen Rundwandwege durch das Poppental und den Wachenheimer Staatsforst.